# 이진욱 (럭비 유니언 선수)
이진욱 (1981년~)은 전 대한민국 럭비 유니언 선수이다. 그는 윙어로 한국 럭비 유니온 국가대표팀을 대표했으며 팀에서 가장 많은 트라이를 기록한 선수 중 한 명으로 인정받고 있다.
이 선수는 2000년대 초반 한국 럭비 국가대표팀에서 활약했다.
윙어 포지션으로 뛰면서 국제 경기에서 13개의 트라이를 기록해, 한국 대표팀 최다 트라이 기록을 가지고 있다.
2001년 럭비 월드컵 세븐스 대회에도 출전했으며, 2002년 울산에서 열린 아시안게임에서 금메달을 딴 팀의 중요한 선수였다.
- 금메달 – 2002년 아시안게임 대한민국 럭비 유니온 국가대표팀